# سیسیلی ساندوج
سیسیلی ساندوج (انگلیسی: Cecilie Sandvej؛ زادهٔ ۱۳ ژوئن ۱۹۹۰) بازیکن فوتبال اهل دانمارک است.
از باشگاه‌هایی که در آن بازی کرده‌است می‌توان به اس‌سی سند و واشینگتن اسپیریت اشاره کرد.
وی همچنین در تیم‌های ملی فوتبال Denmark women's national under-17 football team, Denmark women's national under-19 football team, Denmark women's national under-23 football team، و زنان دانمارک بازی کرده‌است.